# Idre kyrka
Idre kyrka är en kyrkobyggnad i Älvdalens kommun. Den är församlingskyrka i Idre-Särna församling, Västerås stift.

## Kyrkobyggnaden

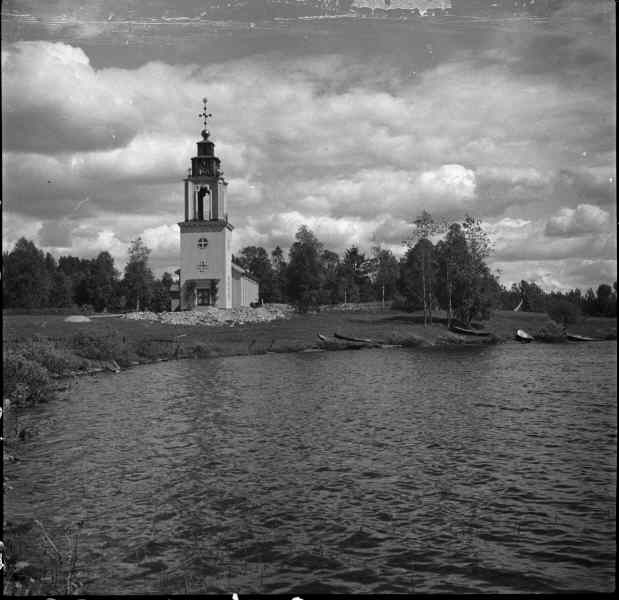
Kyrkan från väster med omgivningar 1938

Nuvarande träkyrka uppfördes 1933 efter ritningar av arkitekt Knut Nordenskjöld. Kyrkan består av långhus med kor i öster som invändigt är något smalare. Vid långhusets västra sida finns ett kyrktorn och vid långhusets norra sida en sakristia.

### Historia
Platsen för den nuvarande kyrkan i Idre, är en mycket gammal gudstjänst- och kyrkplats. Redan under medeltiden samlades befolkningen där, kring ett kors, för att hålla gudstjänst i det fria. Det är inte klarlagt när den första kyrkan uppfördes i Idre, men enligt vissa källor skulle
en kyrkobyggnad ha förekommit på platsen redan på 1400- eller 1500-talet. Klart är att en liten spånklädd kyrka beskrivs på platsen år 1624. Trots en rad om- och tillbyggnader ansågs, på 1780-talet, det lilla kapellet vara nedslitet och utdömt. Ett planerat nybygge kunde då inte förverkligas. År 1831 beskrevs kapellet som ”litet, ruttnadt och mossbeväxt” med ytterligare brister. Fattigdom och krig omöjliggjorde dock uppförandet av en ny byggnad.
Inte förrän 1842 kunde drömmen om en ny kyrka förverkligas. Den nya kyrkan, som uppfördes efter ritningar från 1835 av arkitekt C. Ståhl, hade ett anspråkslöst yttre. Med sina fyrkantiga fönster liknade den, frånsett det lilla tornet, ett vitmålat bostadshus. Byggnationen blev ett
hastverk och snart uppstod problem. Tornet var dåligt och kyrkorummet saknade uppvärmning. Åter aktualiserades ett nytt kyrkobygge, i samband med biskop Billings visitation år 1894.
Arkitekt G. Améen ritade ett förslag som antogs år 1908. Den 20 september år 1914 invigdes en falurödfärgad korskyrka med ett mäktigt centraltorn, vars spira syntes vida omkring. Kyrkan var uppförd på bergsluttningen i norr, på en tomt som skänktes av dåvarande kyrkvärden. Glädjen över den nya kyrkan varade bara i elva år, i november 1925 brann byggnaden ned.
Efter mycken tvekan beslöt man 1932 att låta uppföra en ny kyrka på den anrika platsen vid Idresjön, där tidigare kyrkor legat. Till arkitekt valdes Knut Nordenskjöld och den 19 november 1933 kunde den nya kyrkan invigas, Idres fjärde kända kyrka i ordningen. Den fick en utformning och stil som påminner om gamla kyrkan, vilken övergivits 1914 men fått stå kvar tills den revs för att lämna plats åt sin efterföljare. Nuvarande kyrka är tidstypisk och till stor del ett exempel på postklassicismen som dominerade några år tidigare på 1920-talet.
År 1651 föreskrevs att Särna skulle utgöra moderkyrkan och Idre ett kapellag. Först 1916 blev Idre egen församling.
Den samiska konstnären Tomas Colbengtson ställde sommaren 2022 ut sin ceremonitrumma i gjutet glas mitt i kyrkan. Biskopen Mikael Mogren firade mässa på sydsamiska när utställningen öppnade på pingstdagen och medlemmar i Idre sameby bidrog med musik, jojk samt mat efteråt på kyrkbacken.

## Inventarier

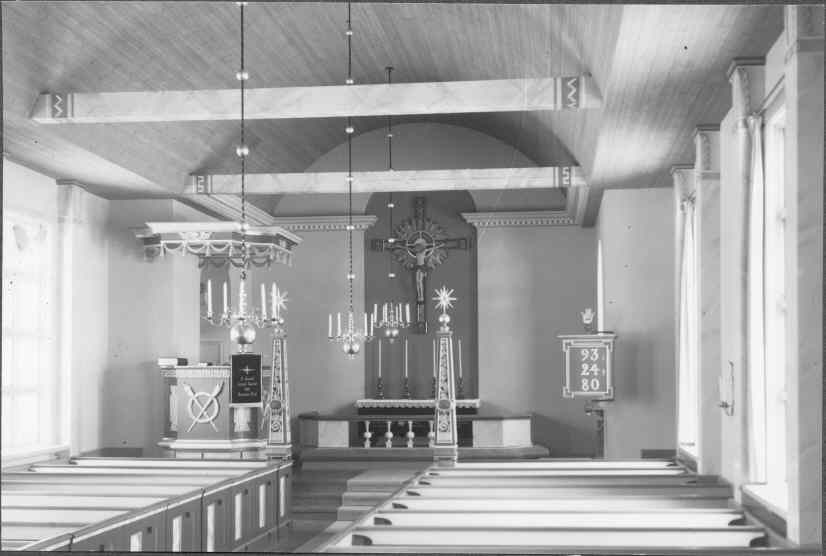
Interiör med koret

All inredning är samtida med nuvarande kyrka.
- I koret står en dopfunt med stenfat.
- Orgeln byggdes 1971 av Hammarbergs Orgelbyggeri AB, Göteborg.

| Man I. Huvudverk C-g3 | Man II. Svällverk C-g3 | Pedal. C-f1       | Koppel |
| --------------------- | ---------------------- | ----------------- | ------ |
| Koppelflöjt 8'        | Gedackt 8'             | Gedacktpommer 16' | II/I   |
| Principal 4'          | Rörflöjt 4'            | Borduna 8'        | II/P   |
| Tvärflöjt 4'          | Principal 2'           |                   | I/P    |
| Gemshorn 2'           | Nasat 1 1/3'           |                   |        |
| Mixtur III            | Scharf II              |                   |        |
| Sesquialtera II       |                        |                   |        |

### Webbkällor
- Kulturhistorisk karakteristik Idre kyrka
- Wikimedia Commons har media som rör Idre kyrka.